# Canna (botanica)
Canna L. è l'unico genere della famiglia delle Cannaceae, comprendente una dozzina di specie originarie delle regioni tropicali e subtropicali del Nuovo mondo, dal sud degli Stati Uniti all'Argentina.
Alcune specie sono state introdotte e si sono naturalizzate nelle aree tropicali e subtropicali di altri continenti.

## Tassonomia
Il genere Canna comprende le seguenti specie:
- Canna bangii Kraenzl.
- Canna flaccida Salisb.
- Canna glauca L.
- Canna indica L.
- Canna iridiflora Ruiz & Pav.
- Canna jaegeriana Urb.
- Canna liliiflora Warsz. ex Planch.
- Canna lineata Ciciar.
- Canna paniculata Ruiz & Pav.
- Canna pedunculata Sims
- Canna tandilensis Ciciar.
- Canna tuerckheimii Kraenzl.

## Usi
Utilizzate come piante ornamentali, per la cromicità dei fiori e l'eleganza del fogliame, in parchi e giardini per aiuole e bordure, o in vasi capienti sui terrazzi.

## Coltivazione

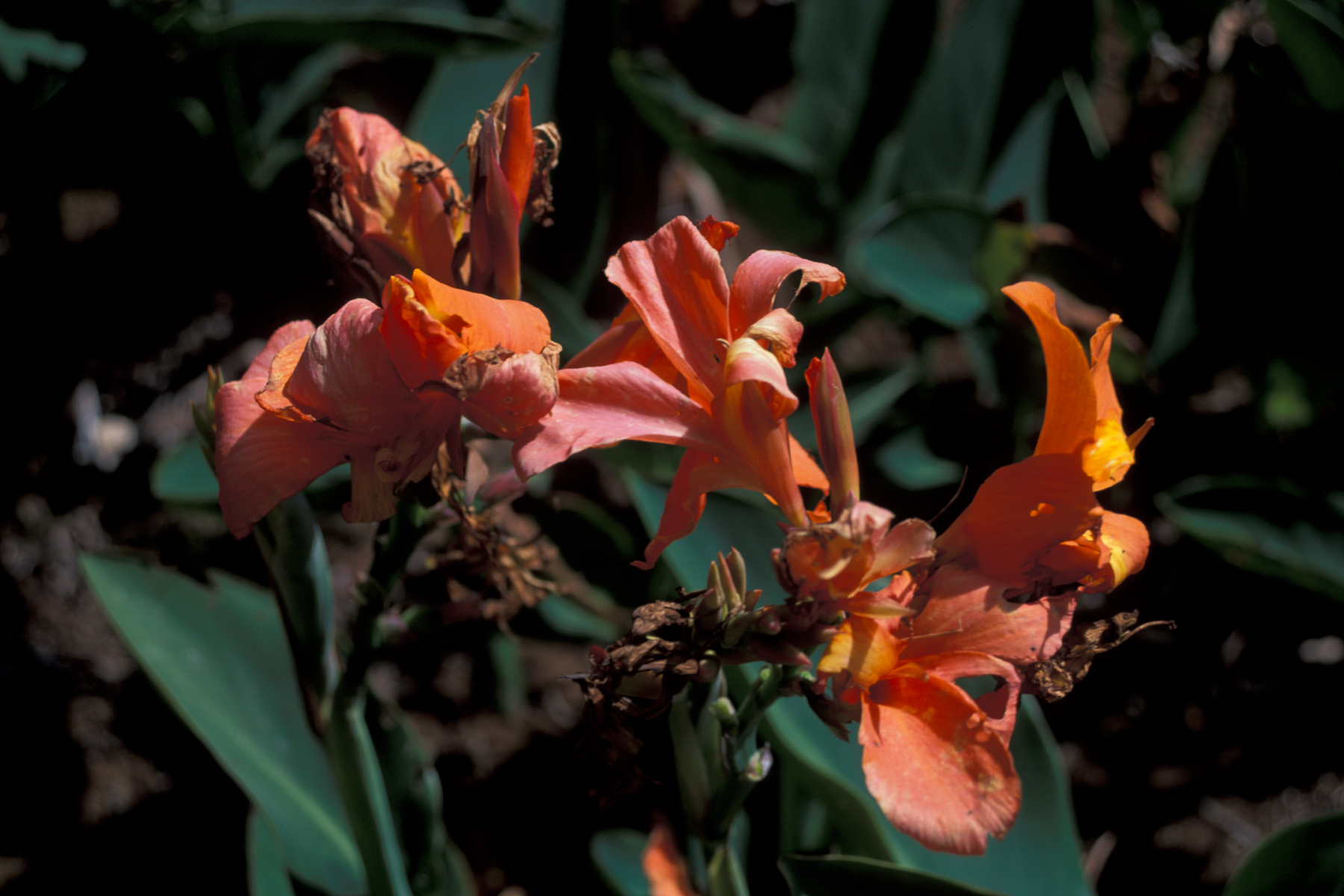
Fiori di Canna sp

Tra le specie coltivate come piante ornamentali la più nota e ormai acclimatata nelle regioni mediterranee italiane, che riesce a vegetare bene anche al settentrione, è Canna indica pianta rizomatosa con grandi foglie ovali-lanceolate, fiori, con particolari vistose corolle tubolari molto aperte, riuniti in tirsi terminali, portati da un fusto cilindrico e carnoso.
Richiede esposizione in pieno sole, terreno molto fertile copiose concimazioni organiche, soffice, poroso, fresco, teme la siccità e il gelo, per cui i rizomi verranno tolti dal terreno in autunno; nella bella stagione sono previste regolari somministrazioni di fertilizzante organico e minerale, e abbondanti annaffiature.
La moltiplicazione avviene all'inizio della bella stagione, per divisione dei rizomi, precedentemente messi a vegetare appena interrati in cassoni, letti caldi o in serra, che hanno sviluppato nuovi getti, separando i vari segmenti lasciandovi 1-2 germogli e mettendoli a dimora.
Si riproduce anche per seme, e con le opportune cure e accorgimenti, si possono ottenere piante fiorite a 6 mesi dalla semina.